# Henrik Goldkuhl
Johan Henrik (Henri) Goldkuhl, född den 22 juni 1865 i Håby församling, Göteborgs och Bohus län, död den 10 maj 1930 i Växjö, var en svensk läkare. Han var son till August Goldkuhl och far till Erik Goldkuhl.
Goldkuhl blev student vid Uppsala universitet 1883 och avlade medicine kandidatexamen där 1894. Efter att ha avlagt medicine licentiatexamen vid Lunds universitet 1898 blev han amanuens på kirurgiska kliniken vid Lunds lasarett samma år. Goldkuhl var biträdande provinsialläkare i Växjö distrikt 1899–1901, stadsläkare i Växjö från 1901, läkare vid länscellfängelset där från 1902 och skolläkare vid Växjö högre allmänna läroverk från samma år. Han blev riddare av Vasaorden 1924.